# السراجية
السراجية المعروفة أيضا بـ فرائض السجاوندي، هي متن في علم الفرائض، من تأليف الإمام محمد بن محمد بن عبد الرشيد بن طيفور، سراج الدين، أبو طاهر السجاوندي الغزنوي الحنفي المتوفى نحو 600 هـ.
جاء في كشف الظنون أن السراجية «مقبولة متداولة...وقد شرحها غير واحد من الفضلاء».

## كنيته
يُنسب سراج الدين السجاوندى الغزنوى إلى قرية سجاوند  بمديرية بركي برك بولاية لوكر بأفغانستان وتقع على مسافة 77كم جنوب غربي العاصمة كابول.
كما يُنسب إلى مدينة غزنة الأفغانية، جنوب غربي العاصمة كابول.

## المحتوى
تبدأ «السراجية» بسم الله الرحمن الرحيم ثم بحمد الله والصلاة والسلام على رسول الله، ثم بحديث الرسول صلى الله عليه وسلم « تعلموا الفرائض وعلموها الناس فإنها نصف العلم »، ثم الحقوق الأربعة المتعلقة بِتَرِكَةِ الميّت مرتّبة: وهي التكفين والتجهيز ثم قضاء ديون الميت ثم تنفيذ وصاياه وأخيرا تقسيم المتبقى بين ورثته.
ثم الفروض المقدرة في كتاب الله وهم ستة: النصف والربع والثمن والثلثان والثلث والسدس، واتبعها ببيان أصحاب هذه السهام الستة الذين هم أصحاب الفروض المقدرة بأنهم أثنا عشر نفرا: أربعة من الرجال وهم الأب والجد (أب الأب) والأخ لأم والزوج، وثمان من النساء وهن: الزوجة والبنت وبنت الابن والأخت «لأب وأم» والأخت «لأب» والأخت «لأم» والأم والجدة.
واستغرق في بيان الأحوال والمسائل المختلفة، حتى انتهى بفصل في الغرقى والحرقى والهدمى إذا مات جماعة ولم يُدر أيهم مات أولا واختلاف العلماء في ميراث كل واحد منهم ممن مات معهم.

## شروح المتن
شرح السراجية عدد من العلماء - أولهم السجاوندي نفسه - كما شرحه آخرون ومنهم:
- الشريف الجرجاني المتوفى 816 هـ.
- يعقوب بن علي البروسوي المتوفى 931 هـ.
- محمد نجيب خياطة المتوفى 1378 هـ.
- محمد بن جميل الشطي الحنبلي المتوفى 1379 هـ.
- محمد أنور البدخشاني في كتاب طبع سنة 1414 هـ.[3]
- شيخ الإسلام شمس الدين فناري المتوفى سنة 1431م.

## ترجمة المتن

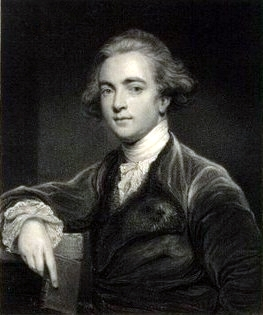
السير وليم جونز الذي نشر «السراجية» مع ترجمة إنكليزية سنة 1792 م.

قام المستشرق الإنجليزى السير وليم جونز (والمعروف أيضا باسم: یونس أوکسفوردي) بنشر النص العربي مع ترجمة إنكليزية وشرح سنة 1792 م. وقيل أنها ترجمت إلى اللغتين التركية والفارسية أيضا.

## المصدر
1. ↑  الزركلي، خير الدين (أيار 2002 م). الأعلام - ج 7 (ط. الخامسة عشر). بيروت: دار العلم للملايين. ص. 27. مؤرشف من الأصل في 2019-12-11. {{استشهاد بكتاب}}: تحقق من التاريخ في: |سنة= (مساعدة)
2. ↑  كشف الظنون - حاجي خليفة - ج 2 - الصفحة 1247 نسخة محفوظة 09 فبراير 2015 على موقع واي باك مشين.
3. ↑  ابن قاسم، عبد العزيز بن إبراهيم (1420 هـ). الدليل إلى المتون العلمية (ط. الأولى). الرياض: دار الصميعي. ص. 466. ISBN:9960361594. مؤرشف من الأصل في 29 سبتمبر 2018. {{استشهاد بكتاب}}: تحقق من التاريخ في: |سنة= (مساعدة)
4. ↑  بديوي، عبد الرحمن (1992). "جونز". موسوعة المستشرقين. موسوعة شبكة المعرفة الريفية. مؤرشف من الأصل في 10 يوليو 2012. اطلع عليه بتاريخ تشرين الأول 2013. {{استشهاد ويب}}: تحقق من التاريخ في: |تاريخ الوصول= (مساعدة)صيانة الاستشهاد: BOT: original URL status unknown (link)
5. ↑  تحرير م. ت. هوتسما وآخرون؛ إعداد وترجمة إبراهيم زكي خورشيد (1418 هـ / 1998 م). موجز دائرة المعارف الإسلامية - الجزء الثامن عشر (ط. الأولى). الشارقة: مركز الشارقة للابداع الفكري. ص. 5574. {{استشهاد بكتاب}}: تحقق من التاريخ في: |سنة= (مساعدة)